# الوطن البديل
الوطن البديل هو تصور إسرائيلي يرى أن الأردن هو امتداد تاريخي وجغرافي لفلسطين التاريخية لاعتبارات ثقافية وديموغرافية تربط الشعبين الفلسطيني والاردني، وأنه بذلك يمكن اتخاذه كبديل لدولة فلسطينية في الضفة الغربية وغزة. تبني اسرائيل على هذا التصور مخططات لحل الصراع الفلسطيني الاسرائيلي عن طريق تصفية القضية الفلسطينية من خلال تهجير الفلسطينيين وإعادة توطينهم في الأردن او بضم الضفة الغربية للأردن ونقل سيادتها الأمنية له بعد الإنسحاب منها. اي ان فكرة الوطن البديل تتمثل في أن الأردن هو فلسطين، والدولة الفلسطينية المنشودة هي الدولة الأردنية. هذا التصور يشكل خطرا قوميا وتهديدا وجوديا بالنسبة للاردن وأحد اهم العوامل التي دفعت بالملك حسين للتوقيع على اتفاق السلام مع اسرائيل. وبالرغم من ان اتفاق السلام نجح بتقليص فرص هذه الرؤية الا ان هذا التصور لا يزال قائمًا.
يهدف هذا التصور الى حل مشكلة المعضلة الديمغرافية في اسرائيل التي تتمثل بارتفاع عدد السكان الفلسطينيين ومعدل الخصوبة لديهم نسبة الى عدد السكان اليهود ومعدل خصوبتهم في اسرائيل (حيث أن ذلك يهدد بقاء اسرائيل كدولة صهيونية ذات اغلبية يهودية) عن طريق نقل هذه المشكلة الديمغرافية الى الاردن.

## انظر ايضا
- خطة الترانسفير